# Rebecca Ward
Rebecca Claire "Becca" Ward (ur. 7 lutego 1990 w Grand Junction) – amerykańska szablistka, dwukrotna brązowa medalistka olimpijska i trzykrotna medalistka mistrzostw świata.
Podczas igrzysk olimpijskich w Pekinie w 2008 roku zdobyła brązowy medal indywidualnie, plasując się za rodaczkami, Mariel Zagunis i Sadą Jacobson. Na tej samej imprezie wspólnie z Zagunis i Jacobson zajęła także trzecie miejsce w zawodach drużynowych. 
Na mistrzostwach świata w Lipsku w 2005 roku reprezentacja USA w składzie: Sada Jacobson, Caitlin Thompson, Rebecca Ward i Mariel Zagunis zdobyła drużynowo złoty medal. Podczas mistrzostw świata w Turynie w 2006 roku razem z Zagunis i Jacobson zdobyła drużynowo srebrny medal. Zdobyła tam także złoty medal indywidualnie, pokonując w finale Zagunis.
Ponadto kilkukrotnie zdobywała medale mistrzostw panamerykańskich, w tym złote drużynowo podczas MP w Montrealu (2007) i MP w Querétaro (2008).